# José Maria Usandizaga
José Maria Usandizaga (født 31. marts 1887 i San Sebastián, Spanien, død 5. oktober 1915) var en spansk komponist og pianist.
Usandizaga studerede komposition og klaver i sin hjemby, og rejste herefter til Frankrig hvor han studerede komposition på Schola Cantorum i Paris hos Vincent d´Indy. Var tilbage i Spanien (1906), hvor han fik en kort succes som komponist med specielt sine sceneværker og operaer, inden han døde af tuberkulose i 1915. Usandizaga har skrevet orkesterværker, kammermusik, scenemusik, operaer etc.

## Udvalgte værker
- Højt i Bjergene - opera
- Baskisk Rapsodi - for orkester